# Ian Wilson (cameraman)
Ian Wilson BSC (Londen, 23 april 1939) is een Brits cameraman.

## Biografie
Wilson studeerde grafische vormgeving en fotografie aan de Nottingham Trent-universiteit en de London International Film School. In de jaren 60 werkte hij voor de Verenigde Naties en schoot hij beelden voor Griekse documentaires. In 1966 schoot hij zijn eerste speelfilm, Private Right van Michael Papas. In de daaropvolgende periode maakte hij een aantal korte films, commercials en documentaires. Opmerkelijke producties uit de jaren 70 waren de animatiefilm Butterfly Ball, de verfilming van de gelijknamige werk van Roger Glover, en de sciencefictionserie Quatermass van Piers Haggard.
In 1982 ontving Wilson een BAFTA Award-nominatie voor zijn werk aan The Flame Trees of Thika. In 1986 begon hij zijn samenwerking met regisseur en scenarist David Leland, wat resulteerde in een aantal films, waaronder Wish You Were Here, Checking Out en The Big Man.
Voor de film A Christmas Carol uit 1999, met Patrick Stewart, ontving hij een Emmy Award-nominatie.

## Geselecteerde filmografie
- The House in Nightmare Park (1973)
- Dream Demon (1988)
- Erik the Viking (1989)
- Backbeat (1994)
- A Christmas Carol (1999)